# Havenspoorlijn Kopenhagen
De Havenspoorlijn Kopenhagen (Deens: Havnebanen) was een Deense spoorlijn in Kopenhagen.

## Geschiedenis
De spoorlijn vormde de verbinding tussen het goederenstation van Kopenhagen en de spoorlijn Amagerbro - Dragør en is in eerste instantie aangelegd als militaire lijn naar Christianshavn. Goederenvervoer heeft plaatsgevonden tot 1995, onder andere naar de petroleumhaven van Prøvestenen, daarna is de lijn opgebroken.

## Huidige toestand
Hier en daar zijn nog restanten te vinden, onder andere de brugpijlers langs de Langebro en een aantal stukken spoor aan de oostzijde van de Sydhavnen, waar ook nog een wagon staat.

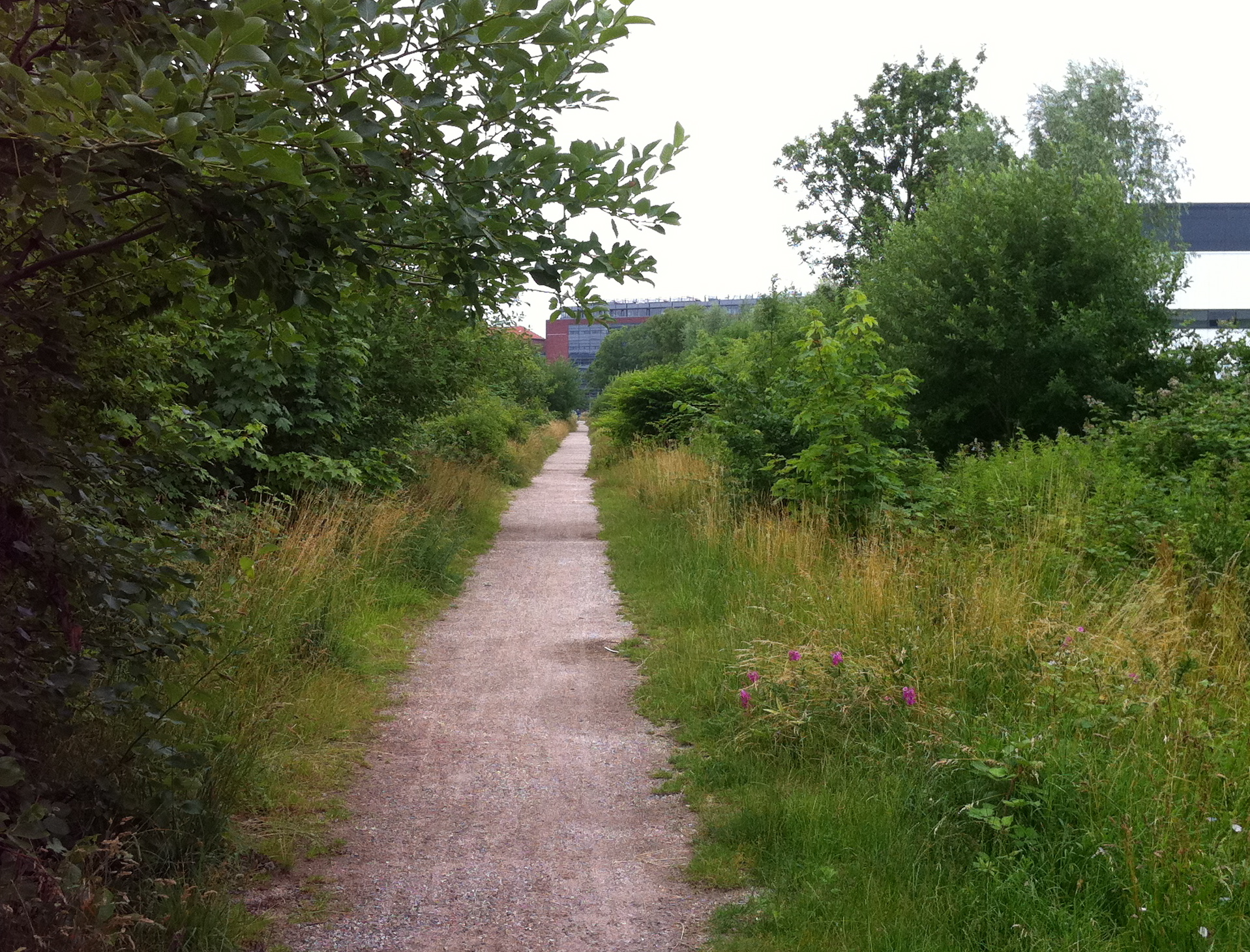
Spoorbedding tussen Amagerfælledvej en Artillerivej.
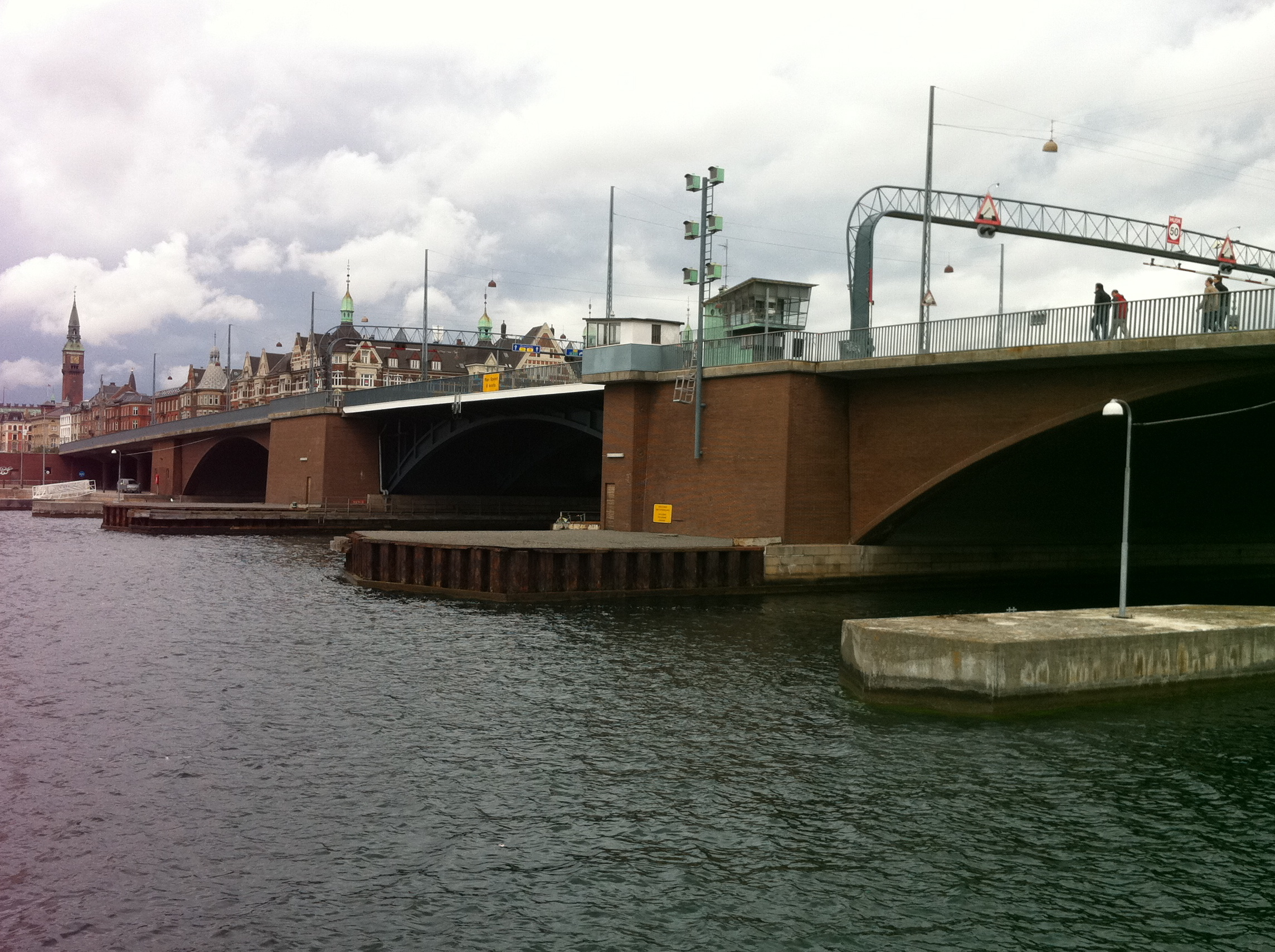
Pijlers van de voormalige brug langs de Langebro.
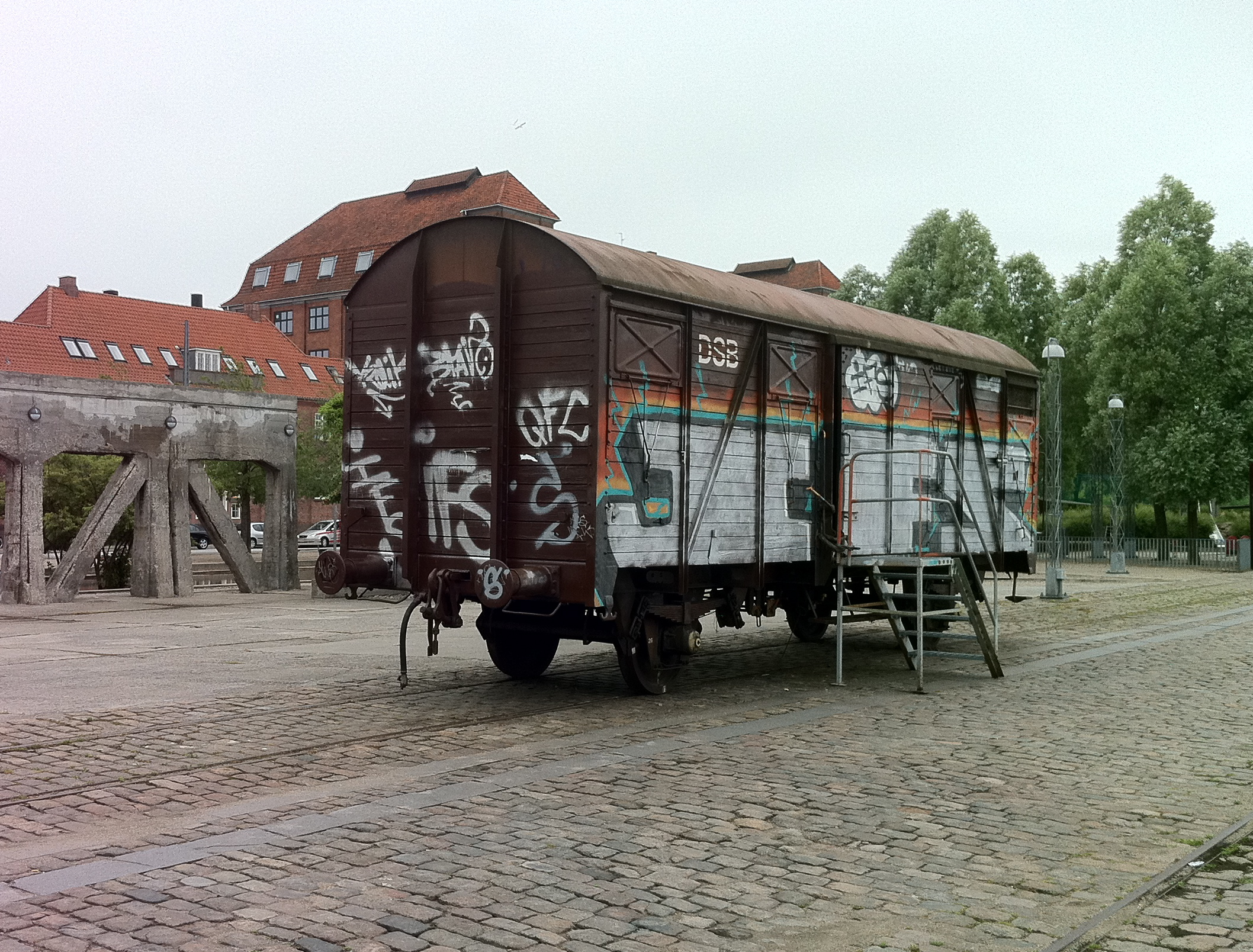
DSB wagon op een restant spoor langs Islands Brygge.